# Volta a Portugal de 1988
A 50ª edição da Volta a Portugal em Bicicleta ("Volta 88") decorreu entre os dias 28 de Julho e 15 de Agosto de 1988. Composta por um prólogo e 19 etapas, num total de 2.676 km.

## Equipas
Participaram 128 corredores de 14 equipas:
- Recer-Sangalhos
  - 1. Manuel Cunha
  - 2. António Araújo
  - 3. António Fernandes
  - 4. Fernando Carvalho
  - 5. João Reis
  - 6. José Fernandes
  - 7. José Leite
  - 8. Paulo Henriques
  - 9. Paulo Costa
  - 10. Venceslau Fernandes
- Atum Bom Petisco-Tavira
  - 11. César Fernandes
  - 12. Constâncio Reis
  - 13. Eugénio Passos
  - 14. Fernando Baptista
  - 15. Jorge Evangelista
  - 16. José Marques
  - 17. Luís Sequeira
  - 18. Paulo Duque
  - 19. Sérgio Rodrigues
  - 20. Vital Simões
- Fagor
  - 21. Gaxento Oñaederra
  - 22. Robert Forest
  - 23. Franck Boucanville
  - 24. Vincent Lavenu
  - 25. Claude Séguy
  - 26. Marc Gomez
  - 27. John Carlsen
  - 28. François Lemarchand
- Ruquita-Feirense
  - 31. António Silva
  - 32. Carlos Pereira
  - 33. Joaquim Carvalho
  - 34. Luís Moreira
  - 35. Luís Santos
  - 36. Manuel Garcia
  - 37. Manuel Grilo
  - 38. Orlando Neves
  - 39. Paulo Silva
  - 40. Viriato Duarte
- Boavista-Sarcol
  - 41. António Alves
  - 42. Carlos Moreira
  - 43. José Ferreira
  - 44. José Santiago
  - 45. Manuel Zeferino
  - 46. Manuel Vilar
  - 47. Vítor Lourenço
  - 48. David Assunção
  - 49. Delmino Pereira
  - 50. Renato Ferraro
- Zahor
  - 51. Jesús Ibañez Loyo
  - 52. Manuel Carrera
  - 53. José María Palacín
  - 54. Roberto Torres
  - 55. Jesús Suárez Cueva
  - 56. Juan Manuel García Muñoz
  - 57. Antonio Martínez
  - 58. Cyrille Fancello
  - 59. Fermín Trueba
  - 60. Luís Pérez García
- Orima-Cantanhede
  - 61. Adelino Teixeira
  - 62. Agostinho Costa
  - 63. António Santos
  - 64. António Pessoa
  - 65. Arlindo Coelho
  - 66. Bernardo Sousa
  - 67. Calisto Ramos
  - 68. João Paulo
  - 69. Joaquim Almeida
  - 70. Luís Costa
- Louletano-Vale do Lobo
  - 71. Carlos Santos
  - 72. Cayn Theakston
  - 73. Jacinto Paulinho
  - 74. Joaquim Gomes
  - 75. José Xavier
  - 76. José Passos
  - 77. Luís Domingos
  - 78. Marco Chagas
  - 79. Paulo Ferreira
  - 80. Serafim Vieira
- Sicasal-Torreense
  - 81. Alexandre Ruas
  - 82. António Araújo
  - 83. António Pinto
  - 84. Carlos Nunes
  - 85. Eduardo Correia
  - 86. Fernando Fernandes
  - 87. João Santos
  - 88. Jorge Silva
  - 89. José Poeira
  - 90. Manuel Neves
- C.C. Loulé-Caixa Agrícola
  - 91. Benedito Ferreira
  - 92. Alberto Leal
  - 93. José Ferreira
  - 94. Joaquim Fonseca
  - 95. Alberto Carvalho
  - 96. José Mendes
- Garcia Joalheiro
  - 101. Manuel Abreu
  - 102. Joaquim Salgado
  - 103. Joaquim Fernandes
  - 104. José Oliveira
  - 105. António Araújo
  - 106. Alberto Silva
  - 107. Manuel Rodrigues
  - 108. Amílcar Neves
  - 109. Carlos Coelho
  - 110. José Rodrigues
- Salgueiros-Malhas Comax
  - 111. Benjamim Caravlho
  - 112. Duarte Ferreira
  - 113. Hélder Domingues
  - 114. José Oliveira
  - 115. Manuel Carvalho
  - 116. Marino Fonseca
  - 117. Paulo Brito
  - 118. Vítor Teresinho
- Vigor-Lousa
  - 121. Carlos Marta
  - 122. Elias Campos
  - 123. João Gameiro
  - 124. José Rosa
  - 125. Paulo Silva
  - 126. Pedro Silva
  - 127. Rui Duro
  - 128. Fernando Mota
  - 129. Valdemar Moninhas
- Ginásio de Tavira-Stand Custódio
  - 131. Amaro Antunes
  - 132. Carlos Gago
  - 133. João Cabral
  - 134. Jorge Corvo
  - 135. Leonel Tomás
  - 136. Enzo Mezzapesa
  - 137. Paulo Ernesto

## Etapas
| Nº        | Dia          | Etapa                                                        | km    | Vencedor da etapa                           | Camisola amarela                        |
| --------- | ------------ | ------------------------------------------------------------ | ----- | ------------------------------------------- | --------------------------------------- |
| Prólogo   | 28 de Julho  | Santa Maria da Feira - Santa Maria da Feira (C/R individual) | 6,5   | Jorge Silva (Sicasal-Torreense)             | Jorge Silva (Sicasal-Torreense)         |
| 1ª etapa  | 29 de Julho  | Santa Maria da Feira - Tondela                               | 139,5 | John Carlsen (Fagor)                        | John Carlsen (Fagor)                    |
| 2ª etapa  | 30 de Julho  | Águeda - Marinha Grande                                      | 190   | Venceslau Fernandes (Recer-Sangalhos)       | John Carlsen (Fagor)                    |
| 3ª etapa  | 31 de Julho  | Marinha Grande - Marinha Grande (C/R individual)             | 44    | Cayn Theakston (Louletano-Vale do Lobo)     | John Carlsen (Fagor)                    |
| 4ª etapa  | 1 de Agosto  | Marinha Grande - Sintra                                      | 178   | Antonio Martínez (Zahor)                    | Antonio Martínez (Zahor)                |
| 5ª etapa  | 2 de Agosto  | Sintra - Grândola                                            | 178   | Paulo Pinto (Sicasal-Torreense)             | Antonio Martínez (Zahor)                |
| 6ª etapa  | 3 de Agosto  | Grândola - Loulé                                             | 181   | Pedro Silva (Vigor-Lousa)                   | Antonio Martínez (Zahor)                |
| 7ª etapa  | 4 de Agosto  | Loulé - Redondo                                              | 245   | Constâncio Reis (Atum Bom Petisco-Tavira)   | Antonio Martínez (Zahor)                |
| 8ª etapa  | 5 de Agosto  | Redondo - Castelo de Vide                                    | 155   | José Rodrigues (Garcia Joalheiro)           | Antonio Martínez (Zahor)                |
| 9ª etapa  | 7 de Agosto  | Castelo de Vide - Gouveia                                    | 206   | Manuel Cunha (Recer-Sangalhos)              | Antonio Martínez (Zahor)                |
| 10ª etapa | 8 de Agosto  | Gouveia - Manteigas                                          | 142   | Luís Santos (Ruquita-Feirense)              | Antonio Martínez (Zahor)                |
| 11ª etapa | 9 de Agosto  | Manteigas - Almeida                                          | 147   | Rui Duro (Vigor-Lousa)                      | Antonio Martínez (Zahor)                |
| 12ª etapa | 10 de Agosto | Vilar Formoso - Ciudad Rodrigo                               | 124   | Marc Gomez (Fagor)                          | Antonio Martínez (Zahor)                |
| 13ª etapa | 11 de Agosto | Ciudad Rodrigo - Macedo de Cavaleiros                        | 190   | Vincent Lavenu (Fagor)                      | Antonio Martínez (Zahor)                |
| 14ª etapa | 12 de Agosto | Macedo de Cavaleiros - Macedo de Cavaleiros (C/R individual) | 2     | Cayn Theakston (Louletano-Vale do Lobo)     | Antonio Martínez (Zahor)                |
| 15ª etapa | 12 de Agosto | Macedo de Cavaleiros - Régua                                 | 128   | Juan Martín Zapatero (Zahor)                | Antonio Martínez (Zahor)                |
| 16ª etapa | 13 de Agosto | Régua - Mondim de Basto (Alto da Senhora da Graça)           | 131   | Carlos Moreira (Boavista-Sarcol)            | António Araújo (Garcia Joalheiro)       |
| 17ª etapa | 14 de Agosto | Mondim de Basto - Marco de Canaveses                         | 89    | Benjamim Carvalho (Salgueiros-Malhas Comax) | Cayn Theakston (Louletano-Vale do Lobo) |
| 18ª etapa | 14 de Agosto | Marco de Canaveses - Marco de Canaveses (C/R individual)     | 3     | Jorge Silva (Sicasal-Torreense)             | Cayn Theakston (Louletano-Vale do Lobo) |
| 19ª etapa | 15 de Agosto | Marco de Canaveses - Matosinhos                              | 141   | Paulo Ernesto (Gin. Tavira-Stand Custódio)  | Cayn Theakston (Louletano-Vale do Lobo) |

## Classificações Finais

### Geral individual
| Lugar | Nome              | Nacionalidade | Equipa                  | Tempo       |
| ----- | ----------------- | ------------- | ----------------------- | ----------- |
| 01º   | Cayn Theakston    | Inglaterra    | Louletano-Vale do Lobo  | 69h 08' 20" |
| 02º   | Jorge Silva       | Portugal      | Sicasal-Torreense       | + 21"       |
| 03º   | Joaquim Gomes     | Portugal      | Louletano-Vale do Lobo  | + 47"       |
| 04º   | António Araújo    | Portugal      | Garcia Joalheiro        | + 1' 25"    |
| 05º   | Fernando Carvalho | Portugal      | Recer-Sangalhos         | + 1' 38"    |
| 06º   | Manuel Cunha      | Portugal      | Recer-Sangalhos         | + 1' 58"    |
| 07º   | Manuel Correia    | Portugal      | Ruquita-Feirense        | + 4' 09"    |
| 08º   | John Carlsen      | Dinamarca     | Fagor                   | + 5' 02"    |
| 09º   | João Paulo        | Portugal      | Orima-Cantanhede        | + 5' 07"    |
| 10º   | Luís Sequeira     | Portugal      | Atum Bom Petisco-Tavira | + 7' 16"    |

### Geral por equipas
| Lugar | Equipa                 | Tempo        |
| ----- | ---------------------- | ------------ |
| 1º    | Louletano-Vale do Lobo | 207h 25' 10" |
| 2º    | Recer-Sangalhos        | + 8' 03"     |
| 3º    | Boavista-Sarcol        | + 11' 07"    |

### Geral por Pontos
| Lugar | Nome                 | Equipa                  | Pontos |
| ----- | -------------------- | ----------------------- | ------ |
| 1º    | Paulo Pinto          | Sicasal-Torreense       | 54     |
| 2º    | Benjamim Carvalho    | Salgueiros-Malhas Comax | 47     |
| 3º    | Juan Martín Zapatero | Zahor                   | 34     |

### Geral da Montanha
| Lugar | Nome              | Equipa                  | Pontos |
| ----- | ----------------- | ----------------------- | ------ |
| 1º    | José Santiago     | Boavista-Sarcol         | 85     |
| 2º    | Fernando Carvalho | Recer-Sangalhos         | 54     |
| 3º    | Benjamim Carvalho | Salgueiros-Malhas Comax | 48     |

### Outras classificações
Metas Volantes: Carlos Marta (Vigor-Lousa), 28 pontos.
Combinado: John Carlsen (Fagor), 21 pontos
Juventude: Jorge Silva (Sicasal-Torreense)
Centenário "Jornal de Notícias": Paulo Pinto (Sicasal-Torreense)

## Ciclistas
Partiram: 132; Desistiram: 39; Terminaram: 93.
Media: 38,274 km/h.